# قائمة شخصيات هجوم العمالقة

الشخصيات البارزة لفيلق التدريب الـ 104، من اليمين إلى اليسار: بيرتولدت، راينر، جان، ماركو، ارمين، إرين، كوني، ميكاسا، آني ساشا، يمير وكريستا.

هذه قائمة لشخصيات سلسلة المانغا هجوم العمالقة (進撃の巨人 Shingeki no Kyojin)، حرفياً «العملاق المهاجم») من تأليف ورسم هاجيمي إيساياما، وإنتاج الأنمي من طرف ويت استوديو للمواسم الأول والثاني والثالث واستوديو مابا للموسم الرابع

## الشخصيات الرئيسية
إرين ييغر (エレン・イェーガー Eren Yēgā)
هو البطل الرئيسي لسلسلة الرواية، يكرس حياته من أجل القضاء على العمالقة بعد أن شاهد والدته يلتهمها عملاقًا، وبعد تخرجه بالدرجة الخامسة من الجيش يتم التهامهُ من قِبل عملاق ذو لحية خلال مهمته الأولى في تروست، لكنه خرج سالمًا على هيئة عملاق ذو 15 مترا.
يحقق إرين حلمهُ وينضم إلى فيلق الاستكشاف، ولاحقًا يعلم أن لديه قدرة جديدة للتحكّم بالعمالقة. قام إيساياما باستخدام نماذج متعددة مثل فنون الدفاع عن النفس يوشين أوكامي من أجل هيأت العملاق لبطل القصة إرين ييغر،  إرين أودي صوته عن طريق يوكي كاجي، وكذلك مثل دور إرين هاريوما ميورا في فيلم هجوم العمالقة.
ميكاسا أكرمان (ミカサ・アッカーマン Mikasa Akkāman)
هي صديقة الطفولة لإرين وتبنّتها عائلته.[GB p. 36] وهي فتاة هادئة ماعدا حين يتعلق الأمر بإرين تصاب بالجنون، تحديدًا عندما يكون إرين في خطر. قُتل والدي ميكاسا على يد تجار الرقيق (العبيد)، ودخلت اثر ذلك في صدمةٍ نفسية حتى تم دعمها من قبل إرين للكفاح.[ch. 6][ep 6] ونتيجة لذلك أخذت على عاتقها حمايته واتباعه أينما كان، بما في ذلك خطوة الانضمام إلى الجيش.[vol. 2,3][GB p.37] تعد ميكاسا آخر شخص من أصل نصف آسيوي ونصف أكّرمان وهي تقيم في الجدران[ch. 6][ep 6][GB p.39] تخرجت بالمرتبة الأولى من المتدربين العسكريين.[ch. 2] وهي تُعتبر من قبل الضباط كعبقرية ونابغة وبقيمة مائة من الرجال في المعركة، فانضمت إلى فيلق الاستكشاف اتّباعاً لإرين.[vol. 3,4] في المؤلف بلوق، ملاحظات إيساياما أن اسمها يأتي من ميكاسا أي: سفينة حربية لدى البحرية الإمبراطورية اليابانية،  ميكاسا أدت صوتها يوي ايشيكاوا.[GB p.20] وكذلك مثَّلتْ دور ميكاسا كيكو ميزوهارا في فيلم هجوم العمالقة.
ارمين أرليرت (アルミン・アルレルト Arumin Arureruto)
هو صديق إرين الطفولة الذي ينضم معهُ في الكشافة من أجل إحداث تغيير ذي مغزى في العالم، وحلمه هو رؤية العالم الخارجي.[ch. 84] كان في البداية لديه عقدة الدونية، معتبرا أنه بالكاد مكافح في امتحان التخرج (ولكن كان من المتفوقين أكاديميا)[ch. 3]، ويئنّ بأنه يكرهُ أن يكون جباناً والحاجة إلى الاعتماد على الأصدقاء في كل وقت.[ch. 11] ومع ذلك كما تقدم القصة أنه يكسب الثقة في نفسه وفي قدراته عندما يدرك أنه يمكن استخدام دماغه.[ep 10] على الرغم الذاتي القصور أنه يدافع على إرين بقوة عندما أراد الجيش إطلاق النارعليهم، ويوقظ إرين من العملاق في تروست بعدما المهمة على وشك الفشل، [vol. 3] ارمين يقنع إرين بالتغلب على تردُّده لمحاربة آني. ففي الجيش، يُثير إعجاب الكبار بعد استنتاج هوية إنسان العملاق الأنثى.[ep 24][GB p. 40-43] انضمّ إلى فيلق الاستكشاف مع إرين وميكاسا، فصول لاحقة توصفه بأنه ذكي، موهوب تكتيكي، مفكر عميق مع الحكم الجيد، مستوى وقوة العزيمة والقدرة على التفكير.[ch. 82] خلال معركة شيغانشينا، ارمين أتى بخطة لهزيمة العملاق الهائل حيث كان بمثابة الطعم لإرين لأسرِ بيرتولدت. الخطة نجحت ولكن جسده محروق بشدّة في هذه اللحظة. [ch. 82] ومع ذلك، ليفاي ينقذُ حياته عن طريق حقنة مصل العمالقة، ويكتسب قوة العملاق الهائل بعد تناول بيرتولدت.[ch. 84]
ادت صوت ارمين مارينا اينو.[GB p.20] مثّل هونغو كاناتا دوره في فيلم هجوم العمالقة.
راينر براون (ライナー・ブラウン Rainā Buraun)
هو البطل المنظور لدى مارلي. حصل على درجة المرتبة الثانية من المتدربين [ch. 2] راينر يوصف بأنه قوي كالثور، قادر على كسب ثقة رفاقه. إدعى هو وبرتولدت أنهم جاؤوا من قرية جبلية في الجنوب الشرقي من جدار ماريا عندما هوجمت من قبل العمالقة.[vol. 4] سببه الأول على القتال هو أن يتمكن من العودة إلى بلدته.[GB p.56-57] تبين أنه هو العملاق المدرع (鎧の巨人 Yoroi no Kyojin)[vol. 10-11] بطول 15 متراً، العملاق الذي كان في بداية السلسلة والذي دمّر البوابة الداخلية لشيغانشينا سامحا للعمالقة الولوج داخل جدار ماريا.[ep 2] فيلق الاستكشاف هزموا راينر في وقت لاحق في معركة شيغانشينا ب ا ستخدام خارق للدروع «رمح الرعد».[ch. 82] وُرِدَ أن الكاتب هاجيمي إيساياما، العملاق المدرع لياقته البدنية مقتبس من مصارع محترف القتال من الفنان بروك ليسنر،  راينر هو إلديان محارب مارلي الذي كرس حياته من أجل المارلين لاستعادة قوة الإحداثي من جزيرة باراديس. أدي صوته عن طريق يوشيماسا هوسويا.

## باراديس
داريوس زاكلي (ダリス・ザックレー Darisu Zakkurē)
داريوس هو القائد الأعلى للجيش. ظهر لأوّل مرة في محاكمة إرين حيث عيّنه إلى فيلق الاستكشاف.[ch. 18] بعد أن تبين أن النبلاء لن يتخلى عن الشعب جدار روز يجب أن يتم اختراقها من قبل جبابرة، وقال انه يتعهد بدعم خطة إروين للإطاحة بالنظام الملكي.[vol. 15] صوته عن طريق هيدياكي تيزوكا.

### فيلق التدريب 104
كيث شادس (キース・シャーディス Kīsu Shādisu)
هو المدرب مسؤول عن تدريب المتدربين الـ104 . وجهه ورأسه حليق ونظيفة باستثناء رقعة من اللحية تحت ذقنه.[vol. 4] قبل سقوط جدار ماريا في سنة 845، أصبح قائد الثاني عشر لفيلق الاستطلاع، الذي ناضل من أجل إنشاء قاعدة ما وراء الجدران مع أي نجاح. ثم أصبح أول قائد مرّر منصبه إلى خليفه (اروين) دون أن يموت. وكان من الأصدقاء المقربين من والد إرين، صوته عن طريق تسوغسو موغامي.[ep 2]
جان كيرشتاين (ジャン・キルシュタイン Jan Kirushutain)
الرجل المتهور الذي يعبر عن رأيه بصراحة، يخطط للإنضمام إلى الشرطة العسكرية من أجل العيش بأمان داخل جدار سينا.[ch. 3] هو وإرين متعارضان دوماً؛ جان يعتقد أنّ إرين انتحاري لأنه يريد أن يكون على خط الجبهة، في حين إرين يعتقد أن جان جبان.[vol. 4] يحتلّ المترتبة السادسة بعد إرين بين الخريجيين المتدربين.[ch. 2] في معركة تروست، عندما كان يقود الفريق إلى التراجع، هو يغير تلك القرارات أدت إلى وفاة بعض من رفاقه.[vol. 2] بعد أن مات صديقه المقرب ماركو فَينضمّ إلى فيلق الاستكشاف.[ch. 18] إيساياما قال جان هو شخصيته المفضلة لأنه يقول ما يعتقد، [GB p.44-45]جان صوته عن طريق كيشو تانياما. مثله تاكاهيرو ميورا في فيلم هجوم العمالقة.
ماركو بوت (マルコ・ボット Maruko Botto)
حصل على المرتبة السابعة، ماركو هو من منطقة جناي جنوب جدار روز، وهو وثيق مع أصدقائه ارمين وجان.[ch. 2] يريد الانضمام إلى الشرطة العسكرية حتى يتمكن أن يخدم الملك فريتز، إلا أنه في نهاية المطاف قُتل في ظروف غامضة قرب نهاية معركة تروست.[ch. 3,15][vol. 4] بعد أن استخدمت آني عتاد ماركو لتغطية قتلها من العملاقين سوني وبين فاكشتفوا لاحقا أن موتهم كان بسببها، عندما سمع ماركو راينر وبرتولت عن هويتهم بأنهم عمالقة متحولون فأخذوا عتادهُ وبالتالي قُتل من قبل عملاق، [vol. 8][GB p.60-61][ch. 77] صوت ماركو عن طريق ريوتا أوساكا.
كوني سبرينغر (コニー・スプリンガー Konī Supuringā)
كوني ينحدر من قرية رغاكو في منطقة جدار روز. [ch. 2] وشخصيتهُ مستقلّة ومتفائلة، يحاول بقصارى جهده للحفاظ على زملائه، ولا يتهرب من العمالقة.[ch. 3]مدرّب تدريبه يصف له شعور جيد من التوازن الفعال في المناورة العمودية والمعدات، ولكن بطيء العقل ويسقط في الأخطاء الاستراتيجية.[ch. 18] حصل على المرتبة الثامنة ضمن الخريجيين المتدربين، [ch. 2] كان في البداية خطط للانضمام إلى الشرطة العسكرية، ولكن يغير رأيه بعد سماع خطاب إرين [ch. 3] وفي النهاية ينضم لفيلق الاستكشاف، كوني صوتهُ عن طريق هيرو شيمونو.
ساشا بلاوز (サシャ・ブラウス Sasha Burausu)
ساشا هي صيادة من الجبال، [ch. 2] هي بارزة كامتلاك غرائز رائعة، [vol. 4] تحب الطعام وهي الملقبة '"فتاة البطاطا"' (芋女 Imo Onna) لأنها كانت تأكل خلال التدريبات العسكرية. انضمت إلى الجيش بعد الدخول في مشادة مع والدها عندما قال لها اضطروا إلى التخلي عن نمط حياتهم التقليدي من الصيد في الغابات لصالح الزراعة لدعم عدد كبير من اللاجئين الذين انتقلوا إلى المنطقة بعد سقوط جدار ماريا، في سنة 855 قُتلت ساشا عندما احتلوا معتقل ليبيريو من المحاربة الصغيرة غابي حينما انسحب فيلق الاستكشاف تسللت إلى منطادهم وبالتالي أطلقت النار عليها، وآخر كلماتها هي «اللحم». ساشا صوتها عن طريق يو كوباياشي.
كريستا لينز (クリスタ・レンズ Kurisuta Renzu)
فتاة صغيرة التي توصف بأنها ودّية ودافئة القلب، [ch. 16][vol. 5:profiles] وشعبية بدقّة حيث أقرانها يعتبرونها كملاك.[GB p.50-51] [ch. 24,39]. هويتها الحقيقية هي هيستوريا رايس (ヒストリア・レイス Hisutoria Reisu) طفلة غير شرعية من رود ريس، [ch. 41-42] هي رفعت من قبل والدتها في مزرعة حيث تفاعلت معها مرة واحدة، والدتها دفعتها بعيدا وتتمنى أن تكون لها الشجاعة لقتلها. ثم إنها تعيش مع جديها. بعد سقوط جدار ماريا، هيستوريا قُدمت لوالدها رود ريس، ولكن عندما قامت مجموعة من الرجال يحيطون بها مع قتل والدتها. رود يقنع الرجال قطع الغيار لها والسماح لها العيش بين اللاجئين، حيث تم أعطوا لها اسم كريستا لينز.[vol. 12,13] كريستا لاحقا تنضم إلى فيلق التدريب 104 حيث كانت في المرتبة العاشرة بين المتدرببين [ch. 2] وشاركت في الدفاع عن تروست في سنة 850.[ch. 5,11][GN p.50] ضحّت يمير بنفسها لإنقاذ حياتها في قلعة أوتوغارد، بعد الكشف عن نفسها عملاق، كريستا تفي بالوعد الذي قطعته للكشف عن هويتها الحقيقية.[vol. 12][vol. 13]كريستا صوتها عن طريق شيوري ميكامي
يمير (ユミル Yumiru)
عضوة من المتدربين الـ104 وصديقة مقربة من كريستا. تبقى بعيدة عن زملائها في التدريب وقاسية حرجة.[GB p. 52-53] عندما هاجم العمالقة قلعة أوتُغارد، يمير تتحول إلى عملاق7 متر (23 قدم) ذكيّ بما يكفي لمواجهة عدد كبير من العمالقة وله سرعة جيدة، المخالب والأسنان الحادّة.[ch. 41-42] قبل أحداث في السلسلة، يمير قضت ستين عاما بهيئة عملاق خارج الأسوار حتى سرقت القدرة على أن تصبح عملاق من قبل أكل صديق راينر وبرتولت اسمه مارسيل خلال الهجوم على جدار ماريا، تصبح متحول عمالقة فتتسلّل إلى المدينة، حيث التقت كريستا. عندما أسروها مع إرين في وقت لاحق من قبل راينر وبرتولدت، تتحالف معهم طالما أنها توافق على إبقاء كريستا آمنة.[vol. 12] في بعض الوقت بعد أن أصبحت كريستا ملكة، يمير ترسل رسالة لها حيث أنها قريبا ستُقتل، عن طريق آخر جندي الذين سيتحوّلُ إلى عملاق وأكلها للحصول على قوتها وهو المحارب غاليارد، الذي استردّ قوة العملاق عن طريق التهام يمير.[ch. 93] يمير صوتُها عن طريق ساكي فوجيتا.
فلوك فورستر (フロック・フォルスター Furokku Forusutā)

### فيلق الاستطلاع
فيلق الاستطلاع (調査兵団 Chōsa Heidan؟) يتكون من مشاة الجنود أن المشروع خارج الجدران. هدفهم هو اكتشاف المزيد عن أصول مصدر العمالقة، دوافعها، ضعفُها؛ وفي نهاية المطاف كيفية القتال وإلحاق الهزيمة بهم. وعنصرا أساسيا في الحملة العسكرية لاستعادة «ماريا الجدار». ونتيجة لهذا، تعاني هذه الشعبة من معدل الإصابات أكبر بكثير من الشرطة العسكرية وفوج حامية.

#### إروين سميث(エルヴィン・スミス،Eruvin Sumisu؟)
قائد فيلق الاستطلاع، الذي قاد بعثة الأخيرة قبل سقوط جدار ماريا. بعد التعلم في صفوف العسكريين، يقود 57 الحملة مع الهدف من كشف سر والتقاط الشخص الأنثى، وتمّ إخفاء المعلومات حتى على الأكثر ثقة المرؤوسين.[ep 20] عندما إرين هو خطف من قبل برتولت وراينر، قاد فريق الإنقاذ، بعد أن ذراعه اليمنى تؤكل من قبل عملاق في هذه اللحظة.[ch. 49] بمجرد أن يدركوا أن جهودهم ضد العمالقة يعيقُها الملك، فيجمع الحلفاء إلى مرحلة الثورة للإطاحة به. إروين يقود الرحلة الاستكشافية إلى شيغانشينا لسدّ الخرق في جدار ماريا، حيث هو وقواته تواجه جنبا إلى جنب هجوم العملاق الوحش، العملاق المدرع والعملاق الهائل. بعد أن أُصيب إروين بجروح قاتلة أثناء مواجهة العملاق الوحش، ليفاي يُقرّر أن يحقنه بمصل العمالقة والذي هو الخيار المنطقي، ومع ذلك، بعد إدراك أن إروين لا يحترم ولا ينظر إليه باعتباره إنساناً كبقية فيلق الاستكشاف وأنه قرّر الإفراج عنه من الجحيم، ارمين هو من تمّ إعطاءهُ الحقنة بشكل افتراضي.ليفاي أيضا يقول أنهُ كان بسبب «مشاعره الشخصية» أن جعل إروين خيار للسماح له بـ«الراحة» [ch. 85]. صوتهُ عن طريق دايسكي أونو.

#### ليفاي أكرمان (リヴァイ・アッカーマンLevi)
المعروف باسم أقوى جندي لدى البشرية، رئيس فرقة النخبة في فيلق الاستطلاع. هانجي تُشير بتصريحات أنه قليل من «نزوة نظيفة». في حين أنه صريح ومستحيل الوصول إليه، لوحظ أن لديه احترام قوي للسلطة، قصة جانبية هجوم العمالقة: لا أسف تركز على أصول ليفاي، كاشفا أنه كان جزءا من عصابة اللصوص باستخدام معدات المناورة في ارتكاب الجرائم قبل تجنيده من طرف إروين للانضمام إلى الجيش. يلاحظ كابتن كيني أكرمان في وقت لاحق بعد أسر إرين وهيستوريا فيجب أن يعمل مع ليفاي، الذي كان يشير إلى «ليفاي أكرمان». كيني كُشف في وقت لاحق أنه خال ليفاي الذي ربّاه بعد والدته كوتشيل المتوفيّة. ليفاي صوتهُ عن طريق هيروشي كاميا.

#### هانجي زوي(ハンジ・ゾエ،Hanji Zoe؟)[7]
يلقبها الجميع بالمجنونة لأنها تحب عمل تجارب على العملاقة ولقد كان لها دور هام في القصة حيث أنها من علمت إيرين طريقة استعمال عملاقه.قامت أيضا بإستنتاج موقع إيرين عندما إختطفه راينر وبرتولدت وأيضا علمت بأنهما العملاق المدرع والضخم.
قائدة فرقة الاستطلاع حالياً. هي التي قادت المعركة الأخيرة في ليبورو. مُنحت شرف القيادة بعد موت القائد السابق إيروين سميث على يد زيكي ييغر.
مايك زاكاريوس (ミケ・ザカリアス Mike Zakariasu)
موبليت بيرنر (モブリット・バーナー Moburitto Bānā)
إلزي لانغنر (イルゼ・ラングナー Iruze Rangunā)
توماس (トーマ Tōma)
نانابا (ナナバ)
عضوة فيلق الاستكشاف، نانابا قصيرة الشعر ولونه أشقر. تظهر لأوّل مرة أثناء الحملة 57 حيث تقود فريق كريستا في الغابة في خطة إمساك العملاقة الأنثى[ep 18] لديها بعض الأدوار الداعمة في ستوهيس، وفي الفرقة الأمامية لاستكشاف خرق جدار روز.[ch. 35] هي تؤكل من قبل العمالقة عندما يكون هذا الأخير في غزو القلعة أوتغارد.[ch. 40][ep 29]
لويز (ルイーゼ Ruīze)
هولغر (ホルガー Horugā)
ويم (ヴィム Vimu)
إلدُ جين (エルド・ジン Erudo Jin)
نائب قائد فيلق الاستطلاع للعمليات الخاصة، لديه 14عمليات قتل و32 مساعدة في ذلك.[ep 15][ch. 26] لديه سلوك الهدوء. بعد أن يلتهم من طرف العملاقة الانثى، يقود فرقة لحماية إرين في التراجع ولكن تظهر العملاقة مرة أُخرى، فتهجم على الفرقة وقتلتهُ وبصقتهُ.[ep 21][ch. 28] صوته عن طريق سوسومو شيبا.
أولوو بوزادو (オルオ・ボザド Oruo Bozado)
بوزادو هو جندي الذي قام بقتل 39 عملاق وساعد في قتل 9.[ep 15][ch. 26] يوصف بأنه متعجرف ومتبجح، يعض لسانه دائما.[ep 15][ep 17][ch. 20,22] على الرغم من مساعدة تعطيل مهام العملاقة الأنثى، وفي نهاية المطاف قتل بركلتها.[ep 21][ch. 28] صوتهُ عن طريق شينجي كاوادا.
بيترا رال (ペトラ・ラル Petora Raru)
بيترا هي المهرة وذوي الخبرة المقاتلة، قتلت 58 عملاق (10 وحدها، 48 بمساعدة).[ep 15][ch. 26] هي أيضا قتلت على يد العملاقة الأنثى، بعد محاولة الفرار لكن سحقتها مع شجرة.[ep 21][ch. 28] يتعلم ليفاي في وقت لاحق من والدها أن لديها مشاعر تجاهه.[ch. 30] صوتها عن طريق ناتسوكي آيكاوا.
غونتر شولتسُ (グンタ・シュルツ Gunta Shurutsu)
غونتر هو الجندي الذي تم تسجيل قتل 47 عملاق، 7 بانفراد والباقي ساعد في ذلك.[ep 15][ch. 26] في حملة الـ57 إلى الأراضي خارج الجدار، قُتل خلال التراجع في الغابة من قبل شخص الذي تحول إلى ا لعملاقة الأنثى.[ep 21][ch. 28] غونتر صوتهُ عن طريق كوزو ميتو.

### فيلق الحامية
فيلق الحامية (駐屯兵団 Chūton Heidan؟) وهي فرقة تهتم بالأسوار وتوجيه المدنيين، وكذلك تشكيل دفاع.
هانيس (ハンネス Hannesu)
جندي من فوج الحماية الذي أنقذ إيرين وميكاسا خلال الهجوم على شيغانشينا، [ch. 1] في حين إرين انتهاء تدريب الطلاب، هانس يصبح قائد فرقة فوج حامية . يسعى إلى إعادة الديون إلى أُسرة ييغر من أجل إنقاذ زوجته وعائلته من المرض القاتل.[ch. 3][GB p.66-67] ساعدة هانس ميكاسا وفيلق الاستكشاف في إنقاذ إرين من راينر وبرتولت. في نفس الوقت يموت من القتال بسبب العملاق الذي أكل والدة إرين.[ch. 50][ep 37] صوته عن طريق كيجي فوجيوارا (الموسم 1)، كينجيرو تسودا (الموسم 2).
دوت بيكسيس (ドット・ピクシス Dotto Pikushisu)

### لواء الشرطة العسكرية
فيلق الشرطة العسكرية (憲兵団 Kenpeidan؟) وهي شرطة تقوم بضمان السلم والأمن داخل الأسوار.
نايل دوك (ナイル・ドーク Nairu Dōku)
مارلو فرويدينبرك (マルロ・フロイデンベルク Maruro Furoidenberuku)
هيتش دريس (ヒッチ・ドリス Hitchi Dorisu)
بوريس فويلنر (ボリス・フォイルナー Borisu Foirunā)

#### الفرقة الداخلية الأولى
كابتين كيني أكرمان (ケニー・アッカーマン隊長 Kenī Akkāman-taichō)
هو من الأكرمان وخال ليفاي، شخصية شريرة تحارب فيلق الاستكشاف وتعيق مسارهم. صوتهُ عن طريق كازوهيرو ياماجي.
تروت كارفن (トラウテ・カーフェン Toraute Kāfen)
جيل سانس (ジェル・サネス Jeru Sanesu)

### الأسرة الحاكمة
فريتز (フリッツ Furittsu)
رود رايس (ロッド・レイス Roddo Reisu)
هو من الدماء الملكية ووالد هيستوريا، طلب من ابنته أن تتحول إلى عملاق عن طريق الحقنة لالتهام إرين واسترجاع قوة «الإحداثي». صوته عن طريق يوساكو يارا.
'فريدا رايس' (フリーダ・レイス Furīda Reisu)

### الحكومة الملكية
أوريلي (アウリール Aurīru)
ديلتوف (デレトフ Deretofu)
جيرالد (ゲラルド Gerarudo)
رودريك (ローデリヒ Rōderihi)

### المدنيون
غريشا ييغر (グリシャ・イェーガ Gurisha Yēgā)
والد إرين ووليّ على ميكاسا. وهو الطبيب الشهير الذي كان يحظى بالاحترام في منطقة شيغانشينا بعد أنقذ القرية من طاعون قاتل من خلال تطوير اللقاحات.[ch. 3] كما يوفر التطبيب على عامة الناس من شيغانشينا إلى مختلف المدن على الرغم من إرين والآخر يعتقدون أنه توارى عن الأنظار بعد سقوط جدار ماريا، هم سيعلمون لاحقا أن غريشا كان أكثر مما كان يبدو. في الواقع، غريشا كان في الأصل مواطن من الدرجة الثانية لمارلي وعضو إلديا الصحوة الذي يهدف إلى الوصول إلى أمة جزيرة باراديس للحصول على قوة العملاق المؤسس. لكنه وزوجته الأولى دينا تعرضوا من قبل ابنهما زيك، يعاقبون من أن يتحولوا إلى عملاقين ويتجوّلون في باراديس. ولكن غريشا انتهى به الطاف حتى أصبح عملاق متحوّل بعد أن تصدى إرين كروجر فصنع حياة جديدة له في شيغانشينا. أثناء سقوط جدار ماريا، غريشا انتقل إلى المطالبة بالعملاق المؤسس من عائلة رايس وقتل أكثر منهم. غريشا يتحول إلى العملاق الإحداثي حتى أتاح لابنه أكله ومن تم صار إرين عملاق متحولاً. قبل وفاته، غريشا يقول لإرين أنه أخفى سرا أسماه «الحقيقة» كشف عن دليلا أن الإنسانية مزدهرة خارج باراديس، في سرداب المنزل في شيغانشينا.[ch. 3] له ذكريات الحدث غامض في ذلك الوقت، إرين في نهاية المطاف يتعلم الحقيقة من والده التي تنفّد ويشعر بالخيانة حين أن يدركوا أن «الحقيقة» توصل إلى قوة العملاق الإحداثي. في حين يتوجه إلى أورفود في منطقة جدار روز، هيستوريا تأتي إلى بلدها استنتاجاً أن غريشا كان أكثر منطقية بسبب قتل شقيقتها وإعطاء إرين قوة العملاق الإحداثي على تحقيق ما رود في الاعتبار. عندما وصل إرين ومجموعته إلى السرداب، فيعلمون الحقيقة بأن البشرية ليست منقرضة كما يعتقدون سويا بدليل صورة لغريشا وأسرته الأولى خارج الأسوار.غريشا صوتهُ عن طريق هيروشي تسوتشيدا.
كارلا ييغر (カルラ・イェーガ Karura Yēgā)
كارلا أُم إرين ووليّة على ميكاسا، هي نادلة في شيغانشينا التي سقطت في حب مع غريشا بعد انقاذه لها وغيرها من الطاعون. عارضت إرين في قرار الانضمام إلى فيلق الاستطلاع وحاولت مع ميكاسا إلى تغيير رأيه. عندما تعرضت المدينة للهجوم، [ep 1] فإنها تُصبح محاصرة نتيجة الحُطام من جدار ماريا. إرين وميكاسا في محاولة لانقاذ حياتها، على الرغم من أن قدميها سُحقوا فأوكلت هانيس بأن يبعدهما. نظر إرين إلى أمه كارلا التي التقطت والتهامها من طرف عملاق الذي كان في الأصل دينا ييغر.[ch. 2] كارلا صوتها عن طريق ي ـوشينو تاكاموري.
كايا (カヤ Kaya)

### المزيد
يمير فريتز (ユミル・フリッツ Yumiru Furittsu)
شخصية أسطورية مرتبطة بأصول العمالقة التي عاشت حوالي 1800 سنة مضت، ذكرت فقط في القصص الخيالية، يمير أصبحت أول سلف العملاق الإحداثي (始祖の巨人 Shiso no Kyojin) عندما عقدت صفقة مع «وحش العالم السفلي» فاستخدمت القوة المكتسبة لحماية شعبها من حكومة مارلي. حين توفيت يمير نقلت قوة العملاق الأصلي إلى أحد العمالقة التسعة المتحوّلين الذي خلق إلديا وحكمت لقرون حتى بقي مع سلف عائلة رايس باستخدام قوة يمير في الحفاظ على نظام سلف المؤسس، بدأ بإنشاء الجدران لحماية الناس من قوات مارلي .[ch. 86] السلالة الأخيرة بقيت في مارلي وتضاءلت مع زيك ييغر كآخر سلالة.
عائلة تيبر
لا يعرف الكثير في هذا الوقت ماعدا عضو عائلة تيبير، وبشكل خاص معظم نخبة الإلديا عائلة تيبير في مارلي، تمتلك قوة العملاق التاسع المعروفة الآن باسم:العملاق مطرقة الحرب (戦槌の巨人 Sentsuchi no Kyojin). عائلة تيبير معروفة إلى تجنب استخدام قوة العملاق في الصراع، واختارت للحفاظ على السلام. غير أنهم يعارضون ملك فريتز من إلديان جزيرة باراديس لتجنب الصراع مع مارلي. يتم الشروع في حملة لصالح البعثة للعودة إلى جزيرة باراديس والاستيلاء على مواردها.[ch. 95] كشف في وقت لاحق أن عائلة تيبير في السيطرة الحقيقية لمارلي، والحامل الحالي للعملاق مطرقة الحرب هو ويلي تيبر.[ch. 97]

## العمالقة
يتكون العمالقة (巨人 Kyojin) من ثلاثة أنوع:

### العمالقة النقية
يتراوح طولهم ما بين 2 و15 متراً، وهي تؤلف الغالبية العظمى من العمالقة. وهي جميعا تشبه البشر ولكن بمستويات متفاوتة من التشوه. وتشترك بخاصية وحيدة وهي طبيعتهم الطائشة. وهجومهم على البشر القريبين منهم مما يجعل من السهل خداعهم. ومع ذلك، فهي لا تزال خطيرة بسبب حجمها، وقوتها البدنية، وأعدادها الكثيرة. وهي على هيئة ذكورية، رغم أنها تفتقر إلى الأعضاء التناسلية.[ch. 4] لا تحتاج إلى طعام أو شراب. لديها قدرة تجدد، ويمكن قتلها من خلال شق عميق في مؤخر العنق. درجة حرارة أجسامها عالية تسبب انبعاث البخار.[ch. 4]
وهي بالغالب تستخدم كأسلحة حرب، حيث أن الشعب الإلدي كان يستخدمها في الماضي، [ch. 86] أما في الوقت الحاضر فأصبحت بيد شعب المارلي.[ch. 92]
- "سوني" و"بين" (ソニーとビーン Sonī to Bīn؟)

.هم عملاقين من 4 متر (13 قدم) و7 متر (23 قدم) التقطوا من أجل الدراسات خصوصا هانجي.[ch. 20] تكشف هانجي أن العمالقة تتطلب أشعة الشمس لكي تنشط، لأن سوني يغط في سبات عميق دون أشعة الشمس، ولكن بين لا يزال نشط.[ch. 20] كلاهما قُتلوا من قبل آني ليونيهارت وحلافائها.[ep 24][GB p.130-131]
- العملاق الذي قابلته إلزي (イルゼが遭遇した巨人 Iruze ga sōgū-shita Kyojin؟)
- عملاق الجدار (壁の巨人 Kabe no Kyojin؟)

### العمالقة الشاذة
العمالقة الشاذة هي عمالقة نقية لها سلوك غير طبيعي أو ذكاء. غالبًا ما تتجاهل البشر القريبين وتتوجه إلى مواقع أكثر أهمية حيث يمكنها القيام بأضرار أكثر. وتعتبر العمالقة الضخمة الموجودة داخل الجدران كبيرة بشكل غير عادي، على غرار العملاق الهائل الفعلي، إلا أن لها قدرة تصلب.

### العمالقة التسعة
يعرف بعض البشر الإلديين، بـالمتحولين العمالقة (巨人化能力者)، بحيث أنهم بإمكانهم التحول إلى عمالقة أذكياء والعودة إلى الشكل البشري متى شاؤوا.[vol. 2] ويتم تحولهم عن طريق جرح ويتطلب أن يكون التفكير بالهدف واضح.[ep 19] ويكون الجسم البشري خلال تحوله إلى عملاق في مؤخرة الرقبة، متصل بالعديد من الأنسجة العضلية.[vol. 2] وتعتبر (يمير فريتز) أول عملاق متحول.
العمالقة التسعة (九つの巨人 Kokonotsu no Kyojin) هي تسعة سلالات لعمالقة متحولة والتي يتم تمريرها عبر الشعب الإلدي منذ ما يقرب من 2000 سنة من بعد وفاة (يمير فريتز)، وكل عملاق يرث أحد أرواح يمير التسعة ويمتلك قدرات فريدة من قوة العملاق (巨人の力 Kyojin no Chikara). ويتعرض كل هؤلاء الورثة المتحولون أيضًا بما يُعرف بـ"لعنة يمير" (ユミルの呪い Yumiru no Noroi) ويُحكم عليهم بالموت بعد 13 عامًا من الشيخوخة المتسارعة والضعف الجسدي (حيث توفيت يمير بعد 13 عامًا من اكتساب قوتها ولا يمكن لأحد أن يتجاوزها)، وتنتقل قدرة التحول إلى شخص آخر. ترتبط خلافة قدرة العمالقة التسعة إلى شكل من أشكال أكل المثيل، مع إعطاء الخليفة مصل العملاق وتحويله إلى عملاق نقي بحيث تسمح له غريزته التهام الحامل الحالي واكل سائل النخاع الفقري له، وبالتالي يرث القوة والذكريات التراكمية لجميع أصحاب العملاق السابقين. وأما إذا مات العملاق المتحول دون أن يستهلك، فإن قوة ذلك العملاق تنتقل إلى إي طفل عشوائي من الإلديين وُلد وقت وفاة الحامل الحالي بأي وسيلة أخرى بغض النظر عن المسافة.[vol. 88]
كان العمالقة التسعة في عهد الإمبراطورية الإلدية القديمة يقيمون داخل العوائل النبيلة، حيث كانت العلاقات الأسرية تلعب دورًا مهمًا في تمرير الذكريات الموروثة من ورثة سابقين لقوة العملاق. كانت هذه العوائل في خلافات مستمرة مع عائلة فريتز التي كانت تستخدم «العملاق المؤسس» للحفاظ على السلام. لكن الملك «كارل فريتز (الـ145)» شعر بالخجل الشديد بسبب أعمال شعبه وقد تعاطف مع شعب مارلي الأمة سابقة التي غزاها الإلديين واضطهدوهم وأسسوا شخصية مارلية اسطورية اسمها «هيلوس» مع عائلة تايبر لتدمير أمتهم من الداخل بينما يحشد المارليين لتحريض على حرب العمالقة العظمى. في أعقاب الحرب أخذ الملك «فريتز» بعض رعاياه إلى «جزيرة باراديس» وحول بعضهم إلى عمالقة ليشكلوا أساس الجدران المحيطة، وغير معظم ذكريات البقية منهم باستخدام العملاق المؤسس. سيطر شعب مارلي على بقية العمالقة الثمانية، بينما سُمح لعائلة تايبر بالحفاظ على عملاق «مطرقة الحرب» لدعم شعب مارلي. مع بداية السلسلة، كانت عائلتي «ريس» و«تايبر» هما السلالات الوحيدة المتبقية من نبلاء الإلديين حيث تم توزيع العمالقة الأخرى على الموالين للشعب المارلي الذين سيستخدمونهم كمحاربين.
بالإمكان دمج قوة العمالقة التسعة إذا التهم متحول عملاق متحول آخر، كما حصل مع «غريشا ييغر»، ورث العملاق المهاجم، ثم التهم «فريدا ريس» لسرقة العملاق المؤسس من عائلة ريس، وبالتالي نقص عدد العمالقة المتحولة إلى ثمانية. وقد كرر «إرين» هذا عندما حصل على عملاق «مطرقة الحرب» من شقيقة «ويلي تايبر» الصغرى، وانخفض عدد العمالقة المتحولون إلى سبعة.
| العملاق     | كانجي                              | أسماء أخرى | الطول (متر) | قدرات                                                                                                   | وريث الحالي                    | وريث سابق | الولاء                                            | ملاحظات |
| ----------- | ---------------------------------- | --- | ----------- | --- | ------------------------------ | --- | ------------------------------------------------- | --- |
| المؤسس      | 始祖の巨人 (Shiso no Kyojin)       | - المنسّق (座標 Zahyō) - الصرخة (叫び Sakebi) - قوة عائلة ريس (レイス家が持つある""カ"" Reisu-ka ga motsu aru ""Chikara"") - القوة المنيعة (無敵のカ Muteki no Chikara) | 13          | - إنشاء تيتان - السيطرة السلوكية للعمالقة - التحكم بذاكرة وأجسام سلالة يمير                             | إرين ييغر (مع المهاجم)         | - يمير فريتز - الملك 145 فريتز - الملك الأول ريس - الأب رودس ريس - أوري ريس - فريدا ريس - غريشا ييغر (مع المهاجم) | الإلدينيين                                        | العملاق المؤسس/الإحداثي/ المنسّق، هي القوة الأصلية والحاكمة من بين العمالقة الثمانية الآخرين وتمنح حامليها القدرة على تغيير ذكريات الإلديان، لفرض إرادتها على عمالقة "اللاوعي" من خلال رؤية الماضي والمستقبل من خلال الإرث الروحي لأسلافهم. يمكن لإرين استخدامها فقط عندما يكون هذا الأخير في اتصال مع أعضاء العائلة المالكية من فريتز، كـ دينا، رودس أو هيستوريا. |
| المهاجم     | 進撃の巨人 (Shingeki no Kyojin)    | | 15          | ميراث ذاكرة المستقبل                                                                                    | إرين ييغر (مع المؤسس)          | - إرين كروغر - غريشا ييغر (مع المؤسس)                                                                             | الإلدينيين                                        | العملاق المهاجم هو معروف دائما بـ "قاتلوا من أجل حرية مملكة الإلديا على مدى أجيال." لديه عضلات مفتولة وحيوية لكن لا قدرات خاصة له. |
| الهائل      | 超大型の巨人 (Chō-Ōgata no Kyojin) | ملك الدمار (破壊の神 Hakai no Kami) | 60          | - تحول متفجر - تحكم كبير في انبعاث البخار - حجم هائل                                                    | ارمين أرليت                    | بيرتولدت هوفر | - الإلدينيين - المارليين (سابقا)                  | العملاق الهائل وهو ضخم جدا ويبعث حرارة لكي يصدّ خصومه، وينعت بسيد الدمار. |
| الأنثى      | 虐殺の巨人 (Gyakusatsu no Kyojin)  | | 14          | - جذب العمالقة اللاواعية - براعة - تصلب                                                                 | آني ليونيهارت                  | | - الإلدينيين (محتجزة) - المارليين (سابقا)         | العملاق الأنثى لديها القدرة على جذب إليها عدد كبير من العمالقة "اللاّوعي" عبر مسافات طويلة. وهي حاليا في حوزة آني، على الرغم من أن هذه العملاقة أصبحت غير صالحة للاستعمال لأنها جعلت نفسها في غيبوبة. |
| المدرع      | 鎧の巨人 (Yoroi no Kyojin)         | | 15          | جلد بألواح صلبة شبيهة بالدرع                                                                            | راينر براون                    | | المارليين                                         | العملاق المدرع لديه بقع الجلد من الدروع على جسده، الذي لا يمكن اختراقه. |
| الوحش       | 獣の巨人 (Kemono no Kyojin)        | القرد (猿 Saru) | 17          | - قوة في الرمي - تصلب؛ تحت سيطرة زيك ييغر - امكان تحويل سلالة يمير إلى عمالقة لا واعيين والسيطرة عليهم. | زيك ييغر                       | توم كازافر | - لا احد - الإلدينيين (سابقا) - المارليين (سابقا) | العملاق الوحش هو عملاق قوي ويستطيع رمي الأشياء إلى أبعد مكان، وهو في حوزة زيك، الذي ينحدر من الأسرة المالكية، يحوّل الإلديان إلى عمالقة "اللاوعي" سوى بالصراخ، وتعمل خلال الليل في بروز البدر، شريطة أن يكون هؤلاء الإلديان محقونون بالسائل النخاعي. ويقال أن هذه القدرات هي تقريبا مشابهة للعملاق الإحداثي.                                                       |
| الفكّ        | 顎の巨人 (Agito no Kyojin)         | الراقص (踊る Odoru ) | 5           | - فك قوي - مخالب صلبة - سرعة حركة                                                                       | فالكو غريس                     | - بوركو غاليارد - يمير - مارسيل غاليارد                                                                           | المارليين                                         | العملاق الفك لديه فك حاد وعملاق سريع وقوي، ذو بنية صغيرة. |
| العربة      | 車力の巨人 (Shariki no Kyojin)     | رباعي الأقدام (四足歩行型 Yonsoku hokō-gata) | 4           | - قوة تحمل - رباعي الأقدام - السرعة                                                                     | بيك                            | | المارليين                                         | العملاق العربة، لديه سرعة مدمرة والقدرة على التحمل. |
| مطرقة الحرب | 戦槌の巨人 (Sentsuchi no Kyojin)   | المطرقة (槌 Tsuchi) | 15          | - تصلب هيكلي - تحكم عن بعد                                                                              | إرين ييغر (مع المهاجم والمؤسس) | لارا تايبر | - الإلدينيين - المارليين (سابقا)                  | العملاق مطرقة الحرب هو واحد من العمالقة التسعة لديه قدرات عالية، لديه درع كامل متصل والتحكم بالأرض وحمل مطرقة متصلبة حادة، وهو حاليا في حوزة فتاة عائلة تيبر. |

## مارلي
كالفي (カルヴィ Karuvi)
ثيو ماجاث (テオ・マガト Teo Magato)

### وحدة المحاربين
زيك ييغر (ジーク・イェーガー Jīku Yēgā)
زيك هو كابتن (戦士長، سينشي.) المحاربين من أجل استعادة العملاق الإحداثي، ويعتبر متحول إلى عملاق الأكثر قوة، هو صاحب العملاق الوحش (獣の巨人 Kemono no Kyojin). وهو ابن غريشا ودينا، الأخ غير الشقيق الأكبر لإرين، وكذلك عضو في العائلة المالكة من فريتز من جانب والدته. تسبب في خيانة والديه في عِقاب التجول كعمالقة اللاوعي في جزيرة براديس، حيث كان مذنبا بتهمة تحويل سكان راغاكو إلى عمالقة. وقد عمل أيضا بصدّ فيلق الاستكشاف أثناء القتال في منطقة شيغانشينا وكان مسؤولاً عن مقتل العديد من الجنود، بما في ذلك إروين. صوت زيك عن طريق تاكيهيتو كوياسو.
بيرتولدت هوفر (ベルトルト・フーバー Berutoruto Fūbā)
صنّف ضمن المرتبة الثالثة من بين الخريجيين [ch. 2] برتولدت موصوف كامتلاك إمكانات قادرة على إتقان كل المهارات التي تم تدريسها، ولكنه يفتقر إلى القيادة والمبادرة.[ch. 18][vol. 5:profiles] وهو أيضا من قرية جبلية في جنوب شرق جدار ماريا.[vol. 4][GB p.58-59] اكتُشف في وقت لاحق أنه العملاق الهائل (超大型巨人 Chō-ōgata Kyojin، [ep 4])، 60 متر (200 قدم)[ch. 9] عملاق مع المظهر الخارجي يشبه جلد البشر؛[vol. 10-11] الذي يظهر في افتتاح قصة خرق شيغانشينا، خرق أيضا الجدار الخارجي لتروست.[ch. 4] أحد مميزاته هو إطلاق البخار الساخن لحماية نفسه وصد خصومه.[ch. 44] في المجلد 12، راينر لمّح برتولدت في عاشق آني.[vol. 12] في وقت لاحق المعركة في شيغانشينا، [ch. 82] تم أسرهُ بواسطة إيرين ليؤكل من قبل ارمين الذي حقن بمصل العمالقة ليستعيد شكله الإنسان.[ch. 83,84] برتولدت صوته عن طريق توموهيسا هاشيزومي.
آني ليونهارت (アニ・レオンハート Ani Reonhāto)
الفتاة التي وصفت بأنها ماهرة في القتال، وواقعيا تميل إلى أنها منعزلة.[ch. 18][vol. 5:profile] خلال تدريب العسكريين، فهي تعلم إرين بعض المهارات التي تعلمتها من والدها.[ep 4][ch. 17] وقد حصلت على المرتبة الرابعة بين الخريجين[ch. 2] وفي الاخير تنضم إلى الشرطة العسكرية، [ch. 3] حيث أنها تعتبر فتاة هادئة.[vol. 8][GB p.54-55] هي في نهاية المطاف كُشفت أنها تكون العملاق الأنثى (女型の巨人 Megata no Kyojin)، 14 متر (46 قدم) عملاق غير مسبوق ذو بنية الجسم المؤنث، قادرة على تصلّب الجلد وتجديد أجزاء جسمها خلال المعارك.[ep 18][ep 20][ep 21][vol. 5,6]. كانت في الحملة 57 إلى جدار ماريا، دمرت فرقة ليفاي للعمليات الخاصة، وتُمسك إرين لفترة وجيزة.[ch. 29] ومع ذلك في مقاطعة ستوهيس، ارمين اكتشف أنها العملاقة الأنثى.[ep 19][ep 23][vol. 8] بعد هزيمة آني تغلف نفسها في كريستال لمنع مزيد من التحقيق.[ep 24][ch. 34][GB p.54-55]
آني صوتها عن طريق يو شيمامورا.
مارسيل غاليارد (マルセル・ガリアード Maruseru Gariādo)
هو متحول عملاق إلديان ومحارب مارلي فهو صديق رينر، آني وبيرتولدتُ، لديه قوة عملاق الفكّ، توجه في سنة 845 لشنّ هجوم على الأسوار مع المحاربين الآخرين[ch. 96]، لكن تم أكله من طرف عملاق الذي كان في الأصل سيأكل رينر، اتضح أن العملاق كان يمير، فورتث قواه وذكرياته. مارسيل لديه أخ اسمهُ بوركو.
بوركو غاليارد (ポルコ・ガリアード Poruko Gariādo)
هو واحد من متحولوا عمالقة الإلديان ويتماشى مع المارليين. قادر على التحول إلى العملاق الفكّ (顎の巨人 Agito no Kyojin)، رشيق، فمه محمي بواسطة فك شبه ترس. غاليارد اكتسب قوته من خلال التهام يمير، الحاملة السابقة لهذه القوة، ومارسيل هو أخوه.[ch. 93]
بيك (ピーク Pīku)
هي واحدة من متحوّلوا عمالقة الإلديا التي تتماشى مع المارليين. هي قادرة على التحول إلى العملاقة الناقلة (車力の巨人 Shariki no Kyojin)، رباعية الأرجل قادرة على الكلام، مثل العملاق الوحش وتنقل كميات هائلة من البضائع على ظهرها كما فعلت أثناء المعركة ضد فيلق الاستكشاف في شيغانشينا، تزوّد زيك بالبراميل له للرّمي. خلال معركة في حصن سلافا تصرفت كما الدبّابة المدرعة وقامت بحماية وجهها مُغطّى بقناع الدرع، بينما تقتل اثنين من الجنود المسلحين برشاشات.
غابي براون (ガビ・ブラウン Gabi Buraun)
فالكو غريس (ファルコ・グライス Faruko Guraisu)
كولت غريس (コルト・グライス Koruto Guraisu)

## الثوار الإلديين
إرين كروغر (エレン・クルーガー Eren Kurūgā)
جاسوس إلديان يتظاهر بصفة جندي مارلي المعروف باسم «البومة». إرين كروغر اجتمع لأول مرة مع غريشا عندما كان طفلا وعلى الرغم من معرفة أن أخته قتل من قبل الشرطة، تظاهر بأنه لا يعرف أي شيء لحماية هويته. ومنذ ذلك الحين طور التعاطف معه، وعندما غريشا حُكم بالتجول في أراضي باراديس كعملاق، ينقدهُ، كشف تنكّرهُ، ولكن الحقيقة أنه هو متحول-عملاق. كروغر يكشف لغريشا أنه يحمل قوة واحدة من «العمالقة التّسعة» العملاق المهاجم (進撃の巨人 Shingeki no Kyojin) ويجب أن تمر على قوة جسده وصلت إلى الحد الأقصى لها. كروغر يسمح لغريشا لأكلهِ لكي يخلفه في قوته، غريشا يمرر بنفس القوة في وقت لاحق إلى ابنه إرين.
دينا ييغر (ダイナ・イェーガー Daina Yēgā، née Dina Fritz)
زوجة غريشا الأولى وأُم زيك. كما هي معروفة بالسلالة الأخيرة لـ يمير فريتز، بقيت في إلديا الذي يعيشون في القارة لمساعدة المقاومة بعد خلاف عائلتها مع الرئيس عندما قرر الانتقال إلى باراديس. عندما زيك عرّضها وغريشا إلى حكومة مارلي، دينا نُفيت إلى جزيرة باراديس كما أنها كانت العملاق المبتسم اللاوعي.[ch. 86] عدة سنوات في وقت لاحق، دينا تلتهم زوجة غريشا الثانية كارلا وأصبحت قضية كراهية إرين نحو العمالقة. عندما تم أسر إرين عن طريق بيرتولدت وراينر ظهرت دينا مجدّدا وبالتالي استعمل إيرين قوة صراخ العملاق الإحداثي فالتُهمت من طرف العمالقة الأخرين.[ch. 50] في وقت لاحق أن إرين يعلم أن دينا إنسان من ذكريات غريشا، يدرك ذلك أن يكون في وجود دينا مثل فريتز مكنته من استخدام قوة الإحداثي.[ch. 87]
غريس (グライス Guraisu)

### الأعمال المستشهد بها

#### مانجا هجوم العمالقة
- Vol. 1 (ch. 1–4): 諫山創 (Mar 2010).  進撃の巨人 1 (باليابانية). ISBN:978-4-06-384276-0.  and Isayama، Hajime (يونيو 2012). Attack on Titan Vol. 1. ISBN:978-1-61262-024-4.
- Vol. 2 (ch. 5–9): 諫山創 (Jul 2010).  進撃の巨人 2 (باليابانية). ISBN:978-4-06-384338-5.  and Attack on Titan Vol. 2. سبتمبر 2012. ISBN:978-1-61262-025-1.
- Vol. 3 (ch. 10–13): 諫山創 (Dec 2010).  進撃の巨人 3 (باليابانية). ISBN:978-4-06-384410-8.  and Isayama، Hajime (ديسمبر 2012). Attack on Titan Vol. 3. ISBN:978-1-61262-026-8.
- Vol. 4 (ch. 14–18):  進撃の巨人 4 (باليابانية). Apr 2011. ISBN:978-4-06-384469-6.  and Attack on Titan Vol. 4. مارس 2013. ISBN:978-1-61262-253-8.
- Vol. 5 (ch. 19–22): 諫山創 (Aug 2011).  進撃の巨人 5 (باليابانية). ISBN:978-4-06-384513-6.  and Isayama، Hajime (مارس 2013). Attack on Titan Vol. 5. ISBN:978-1-61262-254-5.
- Vol. 6 (ch. 23–26):  進撃の巨人 6 (باليابانية). Dec 2011. ISBN:978-4-06-384591-4.  and Attack on Titan Vol. 6. أغسطس 2013. ISBN:978-1-61262-255-2.
- Vol. 7 (ch. 27–30):  進撃の巨人 7 (باليابانية). Apr 2012. ISBN:978-4-06-384652-2.  and Isayama، Hajime (أغسطس 2013). Attack on Titan Vol. 7. ISBN:978-1-61262-256-9.
- Vol. 8 (ch. 31–34):  進撃の巨人 8 (باليابانية). Aug 2012. ISBN:978-4-06-384712-3.  and Attack on Titan Vol. 8. أكتوبر 2013. ISBN:978-1-61262-547-8.
- Vol. 9 (ch. 35–38): 諫山創 (Dec 2012).  進撃の巨人 9 (باليابانية). ISBN:978-4-06-384776-5.  and Isayama، Hajime (نوفمبر 2013). Attack on Titan Vol. 9. ISBN:978-1-61262-548-5.
- Vol. 10 (ch. 39–42): 諫山創 (Apr 2013).  進撃の巨人 10 (باليابانية). ISBN:978-4-06-384839-7.  and Attack on Titan Vol. 10. ديسمبر 2013. ISBN:978-1-61262-676-5.
- Vol. 11 (ch. 43–46): 諫山創 (Aug 2013).  進撃の巨人 11 (باليابانية). ISBN:978-4-06-394901-8.  and Attack on Titan Vol. 11. يناير 2014. ISBN:978-1-61262-677-2.
- Vol. 12 (ch. 47–50):  進撃の巨人 12 (باليابانية). Dec 2013. ISBN:978-4-06-394976-6.  and Attack on Titan Vol. 12. أبريل 2014. ISBN:978-1-61262-678-9.
- Vol. 13 (ch. 51–54):  進撃の巨人 13 (باليابانية). Apr 2014. ISBN:978-4-06-395044-1.  and Isayama، Hajime (أغسطس 2014). Attack on Titan Vol. 13. ISBN:978-1-61262-679-6.
- Vol. 14 (ch. 55–58): 諫山創 (Aug 2014).  進撃の巨人 14 (باليابانية). ISBN:978-4-06-395141-7.  and Attack on Titan Vol. 14. نوفمبر 2014. ISBN:978-1-61262-680-2.
- Vol. 15 (ch. 59–62): 諫山創 (Dec 2014).  進撃の巨人 15 (باليابانية). ISBN:978-4-06-395253-7.  and Isayama، Hajime (مارس 2015). Attack on Titan Vol. 15. ISBN:978-1-61262-979-7.
- Vol. 16 (ch. 63–66):  進撃の巨人 16 (باليابانية). Apr 2015. ISBN:978-4-06-395358-9.  and Isayama، Hajime (أغسطس 2015). Attack on Titan Vol. 16. ISBN:978-1-61262-980-3.
- Vol. 17 (ch. 67–70): 諫山創 (Aug 2015).  進撃の巨人 17 (باليابانية). ISBN:978-4-06-395446-3.  and Attack on Titan Vol. 17. ديسمبر 2015. ISBN:978-1-63236-112-7.
- Vol. 18 (ch. 71–74):  進撃の巨人 18 (باليابانية). Dec 2015. ISBN:978-4-06-395549-1.  and Isayama، Hajime (أبريل 2016). Attack on Titan Vol. 18. ISBN:978-1-63236-211-7.
- Vol. 19 (ch. 75–78): 諫山創 (Apr 2016).  進撃の巨人 19 (باليابانية). ISBN:978-4-06-395636-8.  and Attack on Titan Vol. 19. أغسطس 2016. ISBN:978-1-63236-259-9.
- Vol. 20 (ch. 79–82): 諫山創 (Aug 2016).  進撃の巨人 20 (باليابانية). ISBN:978-4-06-395720-4.  and Attack on Titan Vol. 20. ديسمبر 2016. ISBN:978-1-63236-309-1.
- Vol. 21 (ch. 83–86): 諫山創 (Dec 2016).  進撃の巨人 21 (باليابانية). ISBN:978-4-06-395815-7.  and Isayama، Hajime (أبريل 2017). Attack on Titan Vol. 21. ISBN:978-1-63236-327-5.
- Vol. 22 (ch. 87–90):  進撃の巨人 22 (باليابانية). Apr 2017. ISBN:978-4-06-395909-3.  and Isayama، Hajime (أغسطس 2017). Attack on Titan Vol. 22. ISBN:978-1-63236-425-8.
- Vol. 24 (ch. 95–98):  進撃の巨人 24 (باليابانية). Dec 2017. ISBN:978-4-06510-548-1.  and Isayama، Hajime (أبريل 2018). Attack on Titan Vol. 24. ISBN:978-1-63236-535-4.
- Vol. 25 (ch. 99–102): 諫山創 (Apr 2018).  進撃の巨人 25 (باليابانية). ISBN:978-4-06-511201-4.  and Isayama، Hajime (يوليو 2018). Attack on Titan Vol. 25. ISBN:978-1-63236-613-9.
- Vol. 26 (ch. 103–106): 諫山創 (Aug 2018).  進撃の巨人 26 (باليابانية). ISBN:978-4-06-512183-2.  and Isayama، Hajime (ديسمبر 2018). Attack on Titan Vol. 26. ISBN:978-1-63236-654-2.

#### أنمي هجوم العمالقة
- Episode 1: 1  "To You, in 2000 Years -The Fall of Shiganshina, Part 1-". Attack on Titan. 3 مايو 2014. أدلت سويم.
- Episode 2:   "That Day -The Fall of Shiganshina, Part 2-". Attack on Titan. 10 مايو 2014. أدلت سويم.
- Episode 3:   "A Dim Light Amid Despair -Humanity's Comeback, Part 1-". Attack on Titan. 17 مايو 2014. أدلت سويم.
- Episode 4: 1  "The Night of the Closing Ceremony -Humanity's Comeback, Part 2-". Attack on Titan. 24 مايو 2014. أدلت سويم.
- Episode 5:   "First Battle -The Struggle for Trost, Part 1-". Attack on Titan. 31 مايو 2014. Adult Swim.
- Episode 6: 1  "The World Seen By A Young Girl – Attack on Trost: Part 2". Attack on Titan. 2013. Adult Swim.
- Episode 7:   "The Tiniest of Blades – Attack on Trost: Part 3". Attack on Titan. 7 يونيو 2014. Adult Swim.
- Episode 8:   "I Hear His Heartbeat – Attack on Trost: Part 4". Attack on Titan. 14 يونيو 2014. Adult Swim.
- Episode 9:    "Whereabouts of His Left Arm: The Struggle for Trost, Part 5". Attack on Titan. 28 يونيو 2014. Adult Swim.
- Episode 14:    "Can't Look Into His Eyes Yet: Eve of the Counterattack, Part 1". Attack on Titan. 9 أغسطس 2014. Adult Swim.
- Episode 15:    "Special Operations Squad: Eve of the Counterattack, Part 2". Attack on Titan. 16 أغسطس 2014. Adult Swim.
- Episode 19:   "Bite: 57th Expedition Beyond the Walls, Part 3". Attack on Titan. 20 سبتمبر 2014. Adult Swim.
- Episode 20:   "Erwin Smith: 57th Expedition Beyond the Walls, Part 4". Attack on Titan. 27 سبتمبر 2014. Adult Swim.
- Episode 21:   "Crushing Blow: 57th Expedition Beyond the Walls, Part 5". Attack on Titan. 4 أكتوبر 2014. Adult Swim.
- Episode 23:   "Smile: Raid on Stohess District, Part 1". Attack on Titan. 11 أكتوبر 2014. Adult Swim.
- Episode 24:   "Mercy: Raid on Stohess District, Part 2". Attack on Titan. 18 أكتوبر 2014. Adult Swim.
- Episode 25:   "Wall: Raid on Stohess District, Part 3". Attack on Titan. 25 أكتوبر 2014. Adult Swim.

#### أخرى
- Hajime Isayama (2014). Attack on Titan Guidebook. Kodansha Comics. ISBN:978-1-61262-945-2. مؤرشف من الأصل في 2022-04-26. – English translation. Originally published in 2013 as two volumes: Shingeki no Kyojin Inside Kou and Shingeki no Kyojin Outside Kou.
- Episode 16.5A:   "Wall Sina, Goodbye: Part One". Attack on Titan: Lost Girls. 9 ديسمبر 2017.